# أهل قسيس (حبيل جبر)

تعديل مصدري - تعديل

أهل قسيس هي إحدى قرى عزلة حبيل جبر بمديرية حبيل جبر التابعة لمحافظة لحج، بلغ تعداد سكانها 97 نسمة حسب تعداد اليمن لعام 2004.